# Номеус
Номеусите (Nomeus gronovii) са вид актиноптери от семейство Nomeidae.
Те са незастрашен вид.
Таксонът е описан за пръв път от Йохан Фридрих Гмелин през 1789 година.